# Всемирный саммит по продовольственной безопасности 2009
Всемирный саммит по продовольственной безопасности проходил в Риме, Италия 16 и 18 ноября 2009 года. Решение о созыве встречи на высшем уровне было принято Советом Продовольственной и сельскохозяйственной организацией Объединенных Наций (ФАО) в июне 2009 года, по предложению Генерального директора ФАО д-р Жак Диуф. 60 глав государств и правительств и 192 министра из 182 стран и Европейского Союза принимают участие в саммите, который проходил в штаб-квартире ФАО.

## Контекст
Представители ФАО заявили, что ситуация с глобальной безопасностью пищевых продуктов значительно ухудшилась, и продолжает представлять значительную угрозу. В мире насчитывается 1 миллиард людей, страдающих хроническим голодом, а последние официальные сообщения свидетельствуют о том, что их количество увеличится еще на 100 миллионов к 2009 году. Цены на пищевые продукты в развивающихся странах остаются непоколебимо высокими, а глобальный экономический кризис усугубляет и без того сложнейшую ситуацию сокращением рабочих мест и ростом бедности.

## Цели
Основной целью саммита является истребление голода. Для достижения указанной цели ФАО организовала настоящий саммит, основной целью которого является внедрение более согласованной и эффективной системы управления безопасностью пищевых продуктов, включая разработку правил и механизмов, призванных обеспечить фермерам адекватные заработки, и направить инвестиции в инфраструктуру сельского хозяйства, а также чрезвычайно важно определить механизм быстрого реагирования на кризис в сфере пищевых продуктов.

## Достижения
Во время саммита была единогласно принята Декларация, с заявлением о том, что все страны мира намерены сделать все возможное, чтобы искоренить голод в максимально короткие сроки. В Декларации также отмечено намерение существенно увеличить помощь сельскому хозяйству развивающихся стран, в связи с чем, 1 миллиард голодных людей по всему миру может почувствовать себя более уверенно. Декларация подтвердила существующий показатель сокращения масштабов голода, который должен уменьшиться наполовину к 2015 году. Страны договорились о необходимости переломить тенденцию к сокращению внутреннего и международного финансирования сельскохозяйственных программ и привлечь новые инвестиции в этот сектор, с тем, чтобы в дальнейшем обеспечить более эффективное управление глобальными продовольственными проблемами, которое должно осуществляться при партнерском взаимодействии с заинтересованными сторонами из государственного и частного секторов, а также для решения проблемы влияния изменение климата на безопасность продовольствия.

## Финансирование
ФАО в июле объявила, что Саудовская Аравия приняла решение профинансировать затраты Саммита в размере 2,5 млн долларов. Предложение было сделано в ходе официального визита Диуфа в страну.

## Сопутствующие события
ФАО называет три события октября 2009, которые подготовили почву для саммита. Это Экспертный форум высокого уровня на тему «Как прокормить население всего мира в 2050 году» (12—13 октября 2009), Комитет по всемирной продовольственной безопасности (16—18 ноября 2009) и Всемирный день продовольствия (16 октября 2009). За неделю до начала саммита стартовала кампания «1 миллиард человек голодает».
Накануне саммита Генеральный директор ФАО Жак Диуф сообщил на Форуме по частному сектору, который состоялся 12 ноября, о том, что значение частного сектора значительно возросло в связи с приватизацией, глобализацией и трансформацией продовольственной цепочки.
Накануне саммита Генеральный директор ФАО начал 24-часовую голодовку в знак солидарности с миллиардом человек, испытывающих хронический голод, и с целью привлечь внимание мировой общественности к проблемам голода.Глава ФАО начинает голодовку. ФАО (14 ноября 2009). Дата обращения: 12 мая 2019. Он призвал «всех людей доброй воли» присоединиться к всемирной голодовке в эти выходные